# Onthophagus asper
Onthophagus asper är en skalbaggsart som beskrevs av Macleay 1864. Onthophagus asper ingår i släktet Onthophagus och familjen bladhorningar. Inga underarter finns listade i Catalogue of Life.